# Devon Bostick
Pour les articles homonymes, voir Bostick.
Devon Bostick, né le 13 novembre 1991 à Toronto, dans l'Ontario, est un acteur canadien. Il est notamment connu pour son rôle de Rodrick Heffley dans le film Journal d'un dégonflé, ainsi que pour le rôle de Jasper Jordan dans la série Les 100.

## Biographie
Devon Bostick est né le 13 novembre 1991 à Toronto
Il a un frère Jesse, également acteur. Sa mère, Stephanie Gorin est directrice de casting et son père, Joe Bostick est acteur.
Il est diplômé de l'école des Arts d'Etobicoke à Toronto.

## Carrière
Il débute au cinéma en 2004 dans Godsend, expérience interdite de Nick Hamm.
En 2009, il tient un rôle central dans la série Being Erica et un rôle important dans la mini-série Assassin's Creed et joue dans Saw 6 de Kevin Greutert.
L'année suivante, il rejoint le casting de film Diary of a Wimpy Kid, dans lequel il interprète le rôle de Rodrick.
En 2022, il joue le fils du personnage d'Arnold Schwarzenegger dans la série Fubar de Netflix. L'année suivante, il incarne le physicien Seth Neddermeyer dans Oppenheimer de Christopher Nolan.

## Filmographie

### Cinéma

#### Longs métrages
- 2004 : Godsend, expérience interdite (Godsend) de Nick Hamm : Zachary Clark
- 2005 : Le Territoire des morts (Land of the Dead) de George A. Romero : Brian
- 2006 : American Pie présente : String Academy (American Pie Presents : The Naked Mile) de Joe Nussbaum (en) : Un lycéen
- 2006 : King of the Sorrow de Damian Lee : Un garçon
- 2006 : Citizen Duane de Michael Mabbott : Maurie Balfour
- 2007 : Fugitive Pieces de Jeremy Podeswa : Ben adolescent
- 2007 : The Stone Angel de Kari Skogland : Marvin jeune
- 2007 : The Poet de Damian Lee : Le premier garde
- 2009 : Adoration d'Atom Egoyan : Simon
- 2009 : Saw 6 de Kevin Greutert : Brent Abbott
- 2009 : Le Vestige des morts-vivants (Survival of the Dead) de George A. Romero : Un homme
- 2010 : Journal d'un dégonflé (Diary of a Wimpy Kid) de Thor Freudenthal : Rodrick Heffley
- 2011 : Haute Tension (The Entitled) d'Aaron Woodley : Dean
- 2011 : Sacrifice de Damian Lee : Mike
- 2011 : Dans l'Ombre 3D (Hidden 3D) d'Antoine Thomas : Lucas
- 2011 : Le Journal d'un dégonflé : Rodrick fait sa loi (Diary of a Wimpy Kid: Rodrick Rules)  de David Bowers : Rodrick Heffley
- 2012 : Journal d'un dégonflé : Ça fait suer ! (Diary of a Wimpy Kid: Dog Days) de David Bowers : Rodrick Heffley
- 2012 : Dead Before Dawn d'April Mullen : Casper Galloway
- 2013 : A Dark Truth de Damian Lee : Renaldo
- 2013 : Art of the Steal de Jonathan Sobol : Ponch
- 2014 : Small Time de Joel Surnow : Freddy Klein
- 2015 : Régression (Regression) d'Alejandro Amenábar : Roy Gray
- 2016 : Being Charlie de Rob Reiner : Adam
- 2017 : Okja de Bong Joon-ho : Silver
- 2019 : Tuscaloosa de Philip Harder : Billy
- 2020 : Pink Skies Ahead de Kelly Oxford : Greg
- 2020 : Les Mots de Notre Amour (Words on Bathroom Walls) de Thor Freudenthal : Joaquin
- 2023 : Oppenheimer de Christopher Nolan : Seth Neddermeyer
- 2025 : War of the Worlds de Rich Lee

#### Courts métrages
- 2003 : The Truth About the Head de Dale Heslip : Le garçon
- 2006 : Aruba d'Hubert Davis : Mark
- 2008 : The Dreaming de Anthony Green : Un homme
- 2009 : Assassin's Creed : Lineage d'Yves Simoneau : Ezio Auditore (voix)
- 2010 : Verona de Laurie Lynd : Christopher
- 2010 : The Long Autumn de Jeffrey St. Jules : L'homme
- 2010 : Pooka de Maurey Loeffler : Bradley

### Télévision

#### Séries télévisées
- 1998 : Exhibit A : Secrets of Forensic Science : Le fils
- 2002 - 2003 : Odyssey 5 : Un adolescent gothique / Joey Grossman
- 2003 : Jake 2.0 : Un garçon
- 2004 : Missing : Disparus sans laisser de trace (1-800-Missing) : Zack
- 2006 : 72 Hours : True Crime : Le fils de Mary
- 2006 - 2007 : Degrassi : La Nouvelle Génération (Degrassi : The Next Generation) : Nic
- 2009 : The Border : Ali Jabir
- 2009 : Guns : Un homme
- 2009 - 2011 : Les Vies rêvées d'Erica Strange (Being Erica) : Léo Strange
- 2010 : Rookie Blue : Martin Bentz
- 2010 : Haven : Jimmy
- 2010 : Flashpoint : Paul Wilder
- 2011 : The Listener : Bennie
- 2011 : She's the Mayor : Dr Jimmy
- 2013 : Monday Mornings : Benjamin Decada
- 2013 : Aim High : Marcus Anderson
- 2014 - 2017 : Les 100 (The 100) : Jasper Jordan
- 2019 : La Fabuleuse Madame Maisel (The Marvelous Mrs Maisel) : Alan
- 2019 : I Am the Night : Tommy
- 2020 : A Teacher : Ryan Johnson
- 2020 / 2023 : Most Dangerous Game : Green
- 2023 : Fubar : Oscar Brunner

#### Téléfilms
- 2002 : La Patrouille Fantôme (The Scream Team) de Stuart Gillard : Le garçon qui crie
- 2003 : DC 9/11 : Time of Crisis de Brian Trenchard-Smith : Le fils du pompier
- 2004 : Hustle de Peter Bogdanovich : Un garçon
- 2005 : Les cavaliers du sud du Bronx (Knights of the South Bronx) d'Allen Hughes : Darren Mason
- 2005 : Shania : A Life in Eight Albums de Jerry Ciccoritti : Mark à 14 ans
- 2007 : Le combat d'une femme (A Life Interrupted) de Stefan Pleszczynski : Bobby jeune
- 2008 : Roxy Hunter and the Horrific Halloween d'Eleanore Lindo : Drew
- 2008 : Princesse (Princess) de Mark Rosman : Un homme

### Clips
- 2015 : Til It Happens To You - Lady Gaga : Scott
- 2016 : Emeralds - LETTS